# Vịnh Korinthos

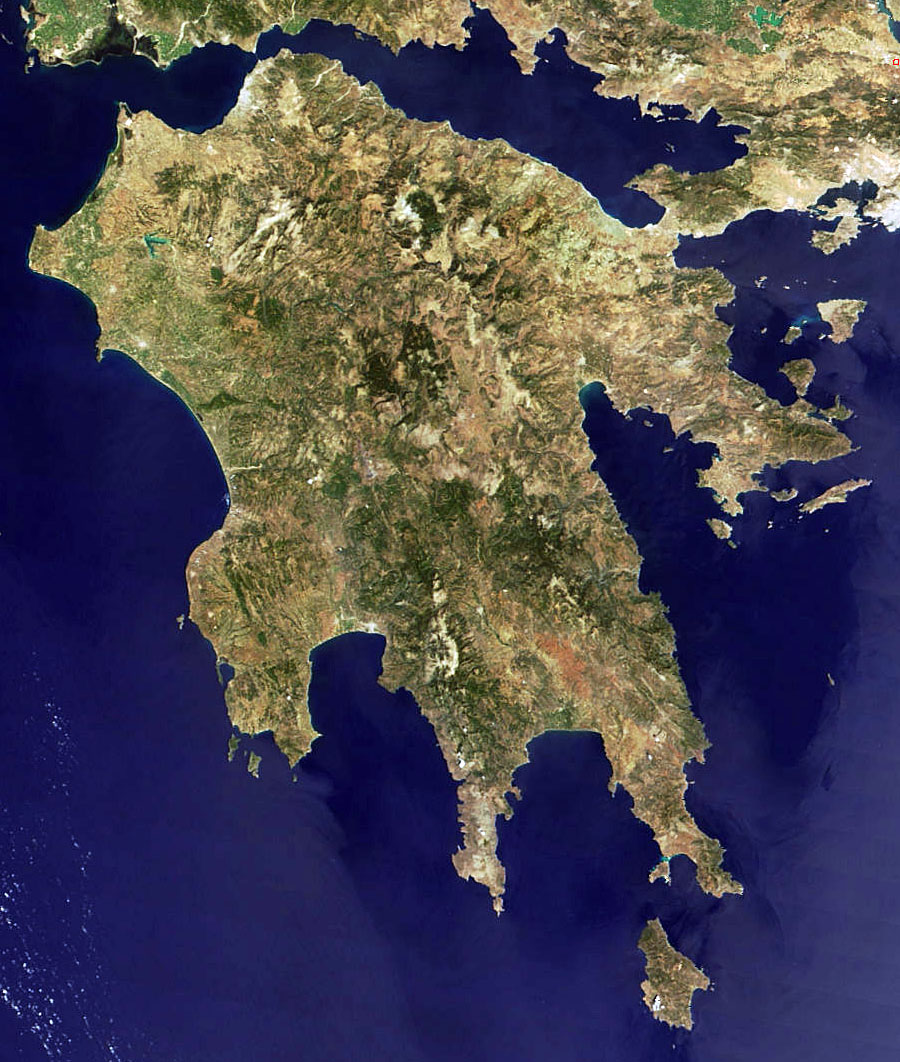
Peloponnesos, nhìn từ không gian

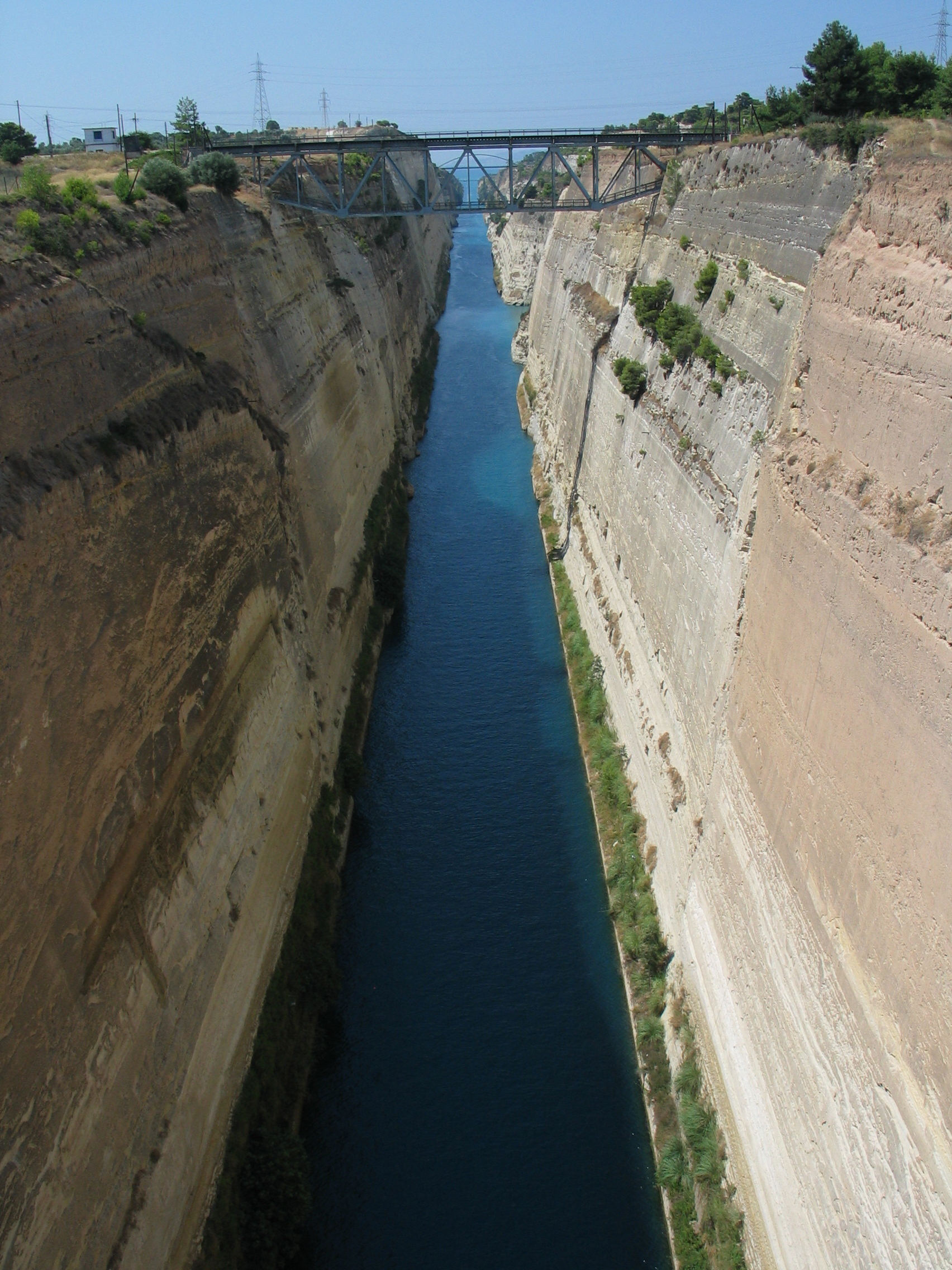
Kênh Korinthos

Vịnh Korinthos là một vịnh sâu của Biển Ionia, ngăn cách bán đảo Peloponnese với đất liền phía tây của Hy Lạp. Vịnh này có chiều dài 130 km, chiều rộng từ 8,4 km tới 32 km và chiều sâu là 935 m.

## Địa lý
Về phía đông, vịnh này giáp ranh với Eo đất Korinthos trong đó có tuyến đường thủy của Kênh đào Korinthos; về phía tây, giáp với Eo biển Rion, nơi chia cách Vịnh Korinthos với Vịnh Patras tại Mũi Drepano, nơi có cầu Rio-Antirio bắc ngang điểm hẹp nhất. Vịnh này bao quanh bởi các quận Aetolia-Acarnania, Phocis ở phía bắc, Boeotia ở đông bắc, Attica ở phía đông, Korinthos ở phía nam và đông nam cùng quận Achaea ở phía tây nam. Vịnh này là một trong các vùng thường xảy ra động đất nhất châu Âu.

## Cấu tạo địa chất
Vịnh này được tạo thành bởi việc giãn rộng một vết nứt cấu tạo địa chất, do chuyển động của địa tầng đá ở Anatolia hướng về phía tây, mỗi năm vết nứt này mở rộng khoảng 10 mm. . Các phay địa chất chung quanh vịnh này có thể tạo ra các trận động đất với cường độ lên tới 6,8o độ Richter.

## Lịch sử
Trong thời trung cổ, vịnh này có tên là Vịnh Lepanto. Tại đây năm 1571 đã diễn ra Trận Lepanto (1571) thứ ba, trong đó hạm đội của Liên minh thần thánh (1571) đã đánh tan hạm đội của Đế quốc Ottoman. Năm 1772 một hạm đội của Thổ Nhĩ Kỳ cũng bị hạm đội Nga đánh tan tại cửa vịnh này. Thành phố Lepanto cũ nay mang tên Naupactus.
Các tuyến đường biển từ Athens tới các cảng trên toàn thế giới - kể cả các cảng ở Địa Trung Hải - đều đi qua vịnh này. Có các tuyến tàu phà nối Aigio với Agios Nikolaos ở phía tây của vịnh.

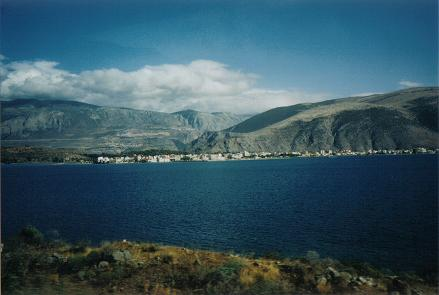
Vịnh Korinthos

## Các thành phố gần vịnh
- Nafpaktos
- Sergoula Beach
- Glyfada
- Spilia
- Agios Nikolaos
- Galaxidi
- Itea
- Kirra
- Agios Vasileios
- Porto Germeno (Aigosthena)
- Psatha
- Alepochori
- Loutraki
- Korinthos
- Kiato,
- Xylokastro
- Derveni
- Krathio
- Diakopto
- Aigio
- Patra
- Longos
- Selianitika
- Akoli
- Kato Rodina
- Psathopyrgos

## Các sông chảy vào vịnh
- Mornos
- Volinaios
- Selemnos
- Selinounta
- Vouraikos
- Diakopto
- Stygas
- Zacholitikos
- Asopus
- Sythas